# Felipe Saad
Felipe Patavino Saad (Santos, 11 de setembro de 1983) é um ex-futebolista brasileiro que atuava como zagueiro.

## Carreira
Revelado pelo Vitória, jogou no rubro-negro baiano de 2003 até 2005, onde foi tricampeão baiano e campeão do Nordeste. Foi emprestado para o Paysandu em 2005, se destacando mesmo com o rebaixamento da equipe paraense para a Série B.
Suas boas atuações levaram o Botafogo a levá-lo emprestado. Como reserva, foi campeão do Campeonato Carioca de 2006. Em 2007, foi contratado pelo Guingamp, da França, onde foi campeão da Copa da França, na temporada 2008-09. No entanto, com o rebaixamento do time para a 3ª divisão francesa um ano depois, assinou com o Évian em 2010.
Também fez história no seu segundo clube francês, ajudando-o a ascender à elite do futebol nacional de maneira inédita.
No último e decisivo jogo contra o FC Metz , em Annecy, fez um gol e deu o título inédito à sua equipe com uma vitória por 4 x 3.
No dia 05 de Agosto foi anunciado pelo Paris FC, sendo o sétimo clube francês defendido pelo atleta.

## Vida pessoal
Felipe Saad é graduado em Relações Públicas pela Unifacs. A formação em Comunicação, segundo o jogador, foi de extrema importância para exercitar sua desenvoltura frente à imprensa.
É fluente em 4 idiomas : português , inglês, francês e italiano.

## Títulos
Vitória
- Campeonato Baiano: 2003, 2004
- Copa do Nordeste: 2003

Botafogo
- Campeonato Carioca: 2006

Guingamp
- Copa da França: 2008/09

Évian
- Campeonato Francês - Segunda Divisão: 2010/11

Strasbourg
- Campeonato Francês - Segunda Divisão: 2016/17